# ویتالی ژولوبوف
ویتالی ژولوبوف (به انگلیسی: Vitaly Zholobov) فضانورد اهل اتحاد شوروی است که در ۱۸ ژوئن ۱۹۳۷ در زبوریفکا زاده شد. وی در مأموریت سایوز ۲۱ حضور داشته است.